# Šácholan obnažený
Šácholan obnažený (Magnolia denudata), též nazývaný magnólie obnažená, je opadavý strom nebo keř z čeledi šácholanovitých. Pochází z Číny a v Česku je občas pěstován jako okrasná dřevina. Kvete před rozvinutím listů velkými bílými květy.

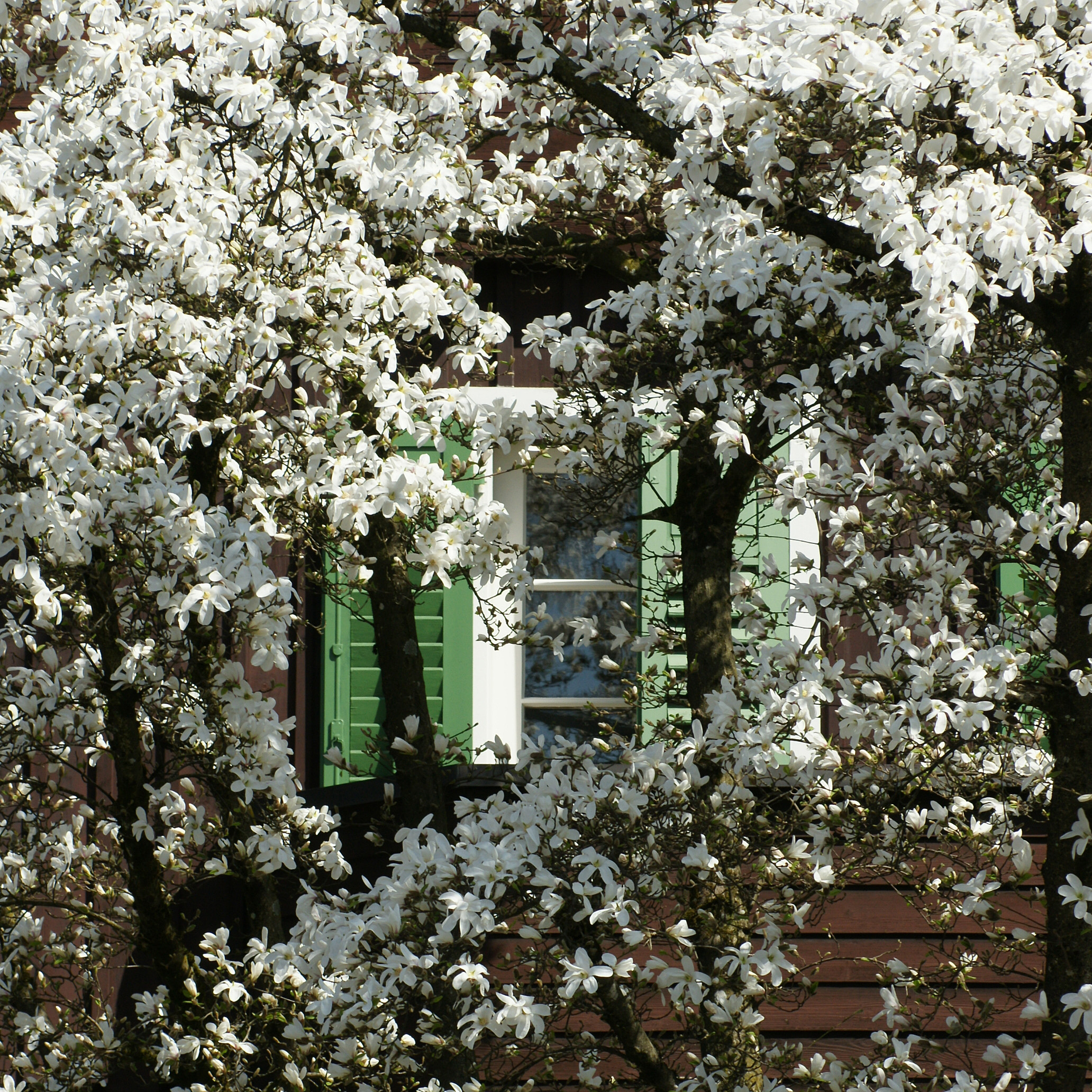
Plně rozkvetlý šácholan obnažený

## Popis
Šácholan obnažený je opadavý strom dorůstající výšky až 25 metrů, mnohdy však roste i jako statný keř asi 4 až 5 metrů vysoký. Borka je tmavě šedá, hrubá a podélně rozpukaná. Zimní pupeny jsou dlouze světle šedožlutě chlupaté. Letorosty jsou šedohnědé, tlusté, v mládí chlupaté, později olysávající. Listy jsou tenké, obvejčité, široce obvejčité až obvejčitě eliptické, s 10 až 15 cm dlouhou a 6 až 10 cm širokou čepelí, asi od poloviny se pozvolna zužující k bázi, na bázi kulaté až klínovité, na vrcholu široce zaokrouhlené, uťaté nebo mírně vyhloubené. Listy jsou na líci tmavě zelené, v mládí chlupaté, později s chlupy pouze na žilnatině, na rubu světle zelené a podél žilnatiny vlnaté. Žilnatina je tvořena 8 až 10 páry postranních žilek, mezi nimi je žilnatina zřetelně síťnatá. Řapíky jsou 1 až 2,5 cm dlouhé, chlupaté, později až téměř zcela olysalé, na vrchní straně mělce vyhloubené. Květní pupeny jsou vejcovité. Květy rozkvétají před olistěním, mají 10 až 16 cm v průměru a jsou vonné. Okvětí je složeno z 9 až 12 bílých a na bázi většinou narůžovělých plátků. Okvětní plátky jsou podlouhle obvejčité, vnitřní i vnější zhruba stejné, 6 až 8 cm dlouhé a 2,5 až 4,5 cm široké. Tyčinky jsou 7 až 12 mm dlouhé, růžově purpurové. Pestíky jsou bledě zelené, lysé, úzce vejcovité, 3 až 4 mm dlouhé. Kvete v dubnu až květnu. Souplodí zvané šách je válcovité, u pěstovaných rostlin je však často zkroucené neboť se vyvinou jen některé semeníky, 12 až 15 cm dlouhé a 3,5 až 5 cm široké. Zralé měchýřky jsou červenavě hnědé, tlustě dřevnaté, pokryté roztroušenými bílými lenticelami. Semena jsou srdcovitá, asi 10 mm dlouhá, zploštělá, černá, obklopená červeným míškem.

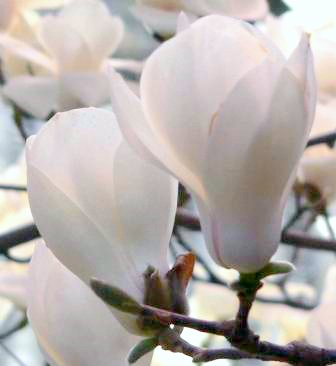
Květ šácholanu obnaženého
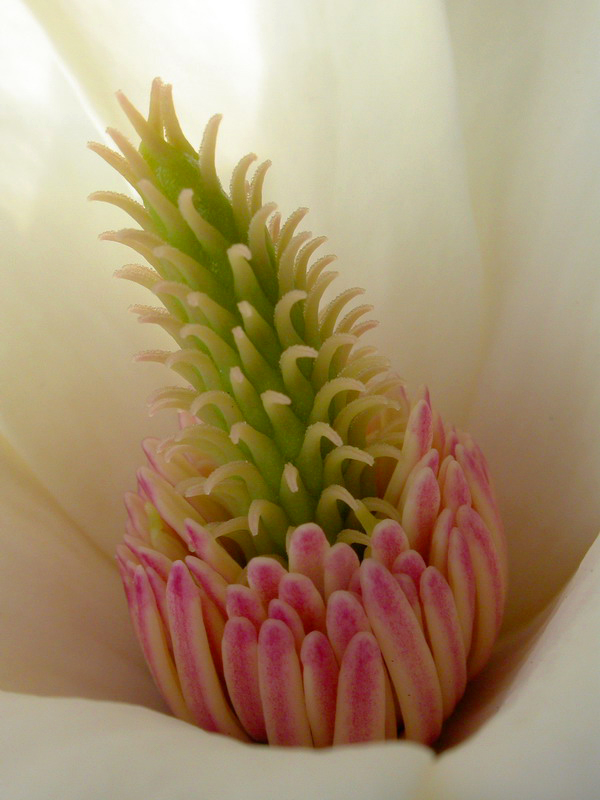
Detail vnitřku květu
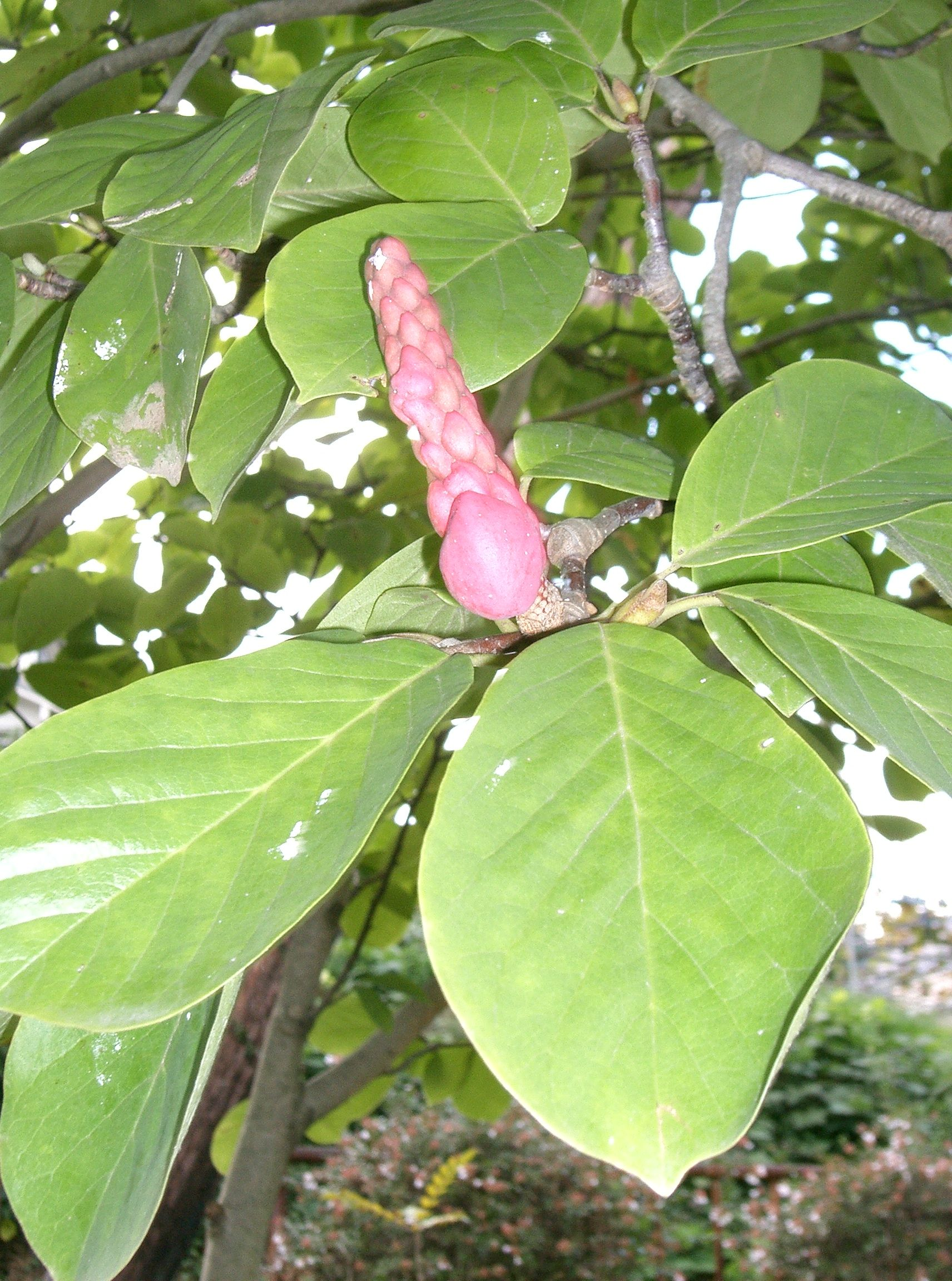
Šácholan obnažený se souplodím
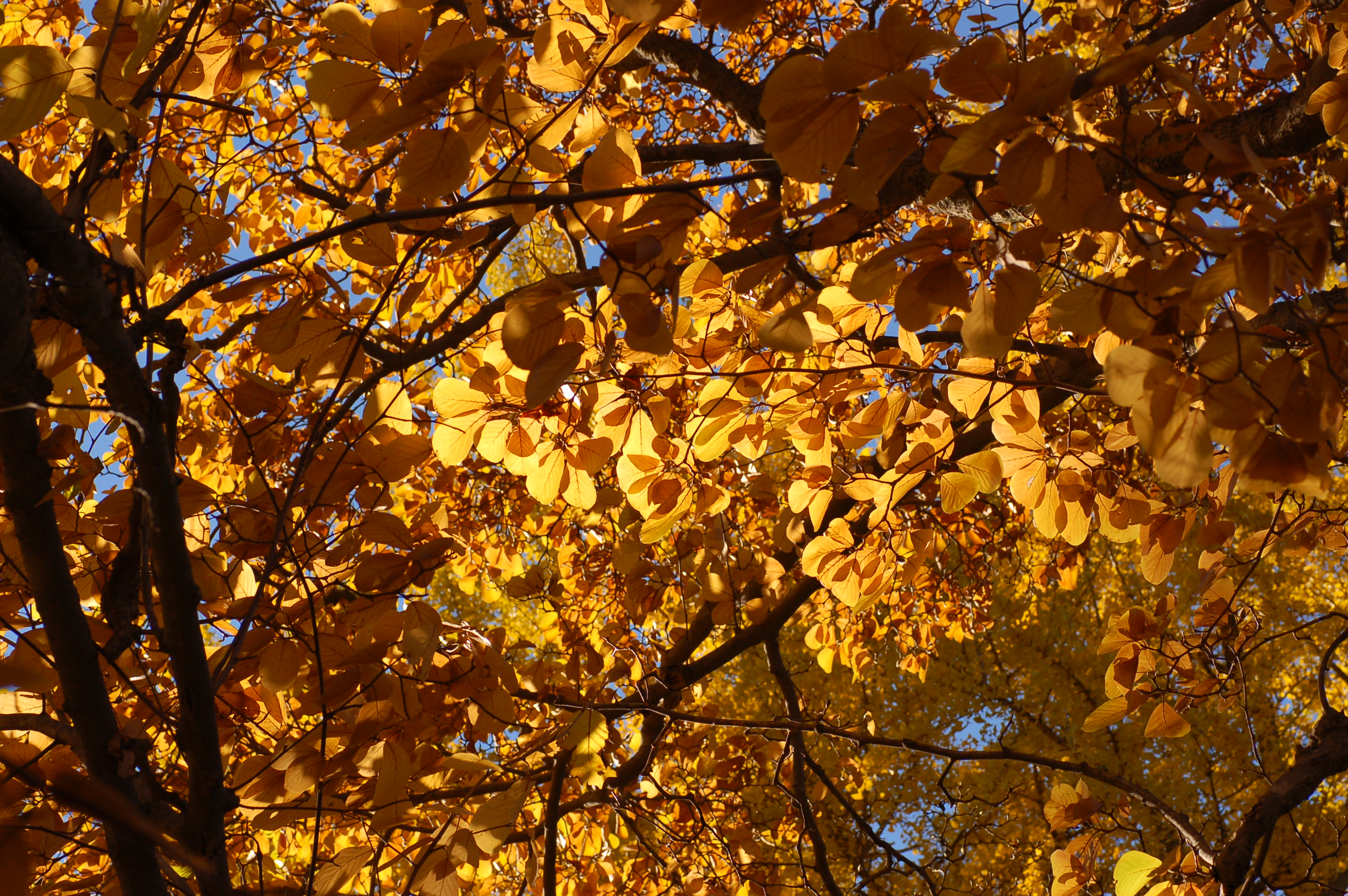
Podzimní zbarvení
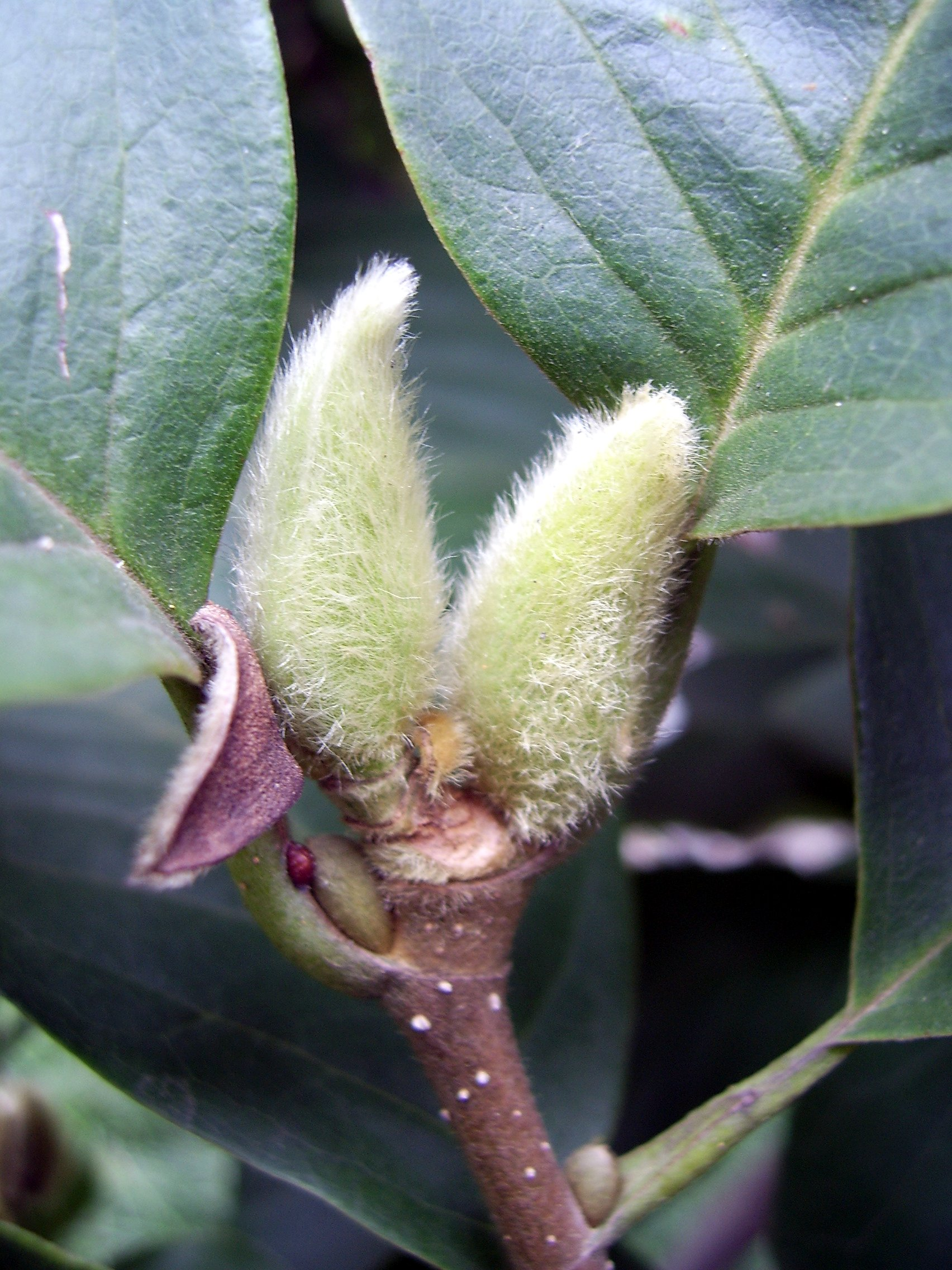
Detail pupenů šácholanu obnaženého

## Rozšíření
Šácholan obnažený se vyskytuje na rozsáhlém území ve střední, východní a jižní Číně. Roste v lesích v nadmořských výškách 500 až 1000 metrů.

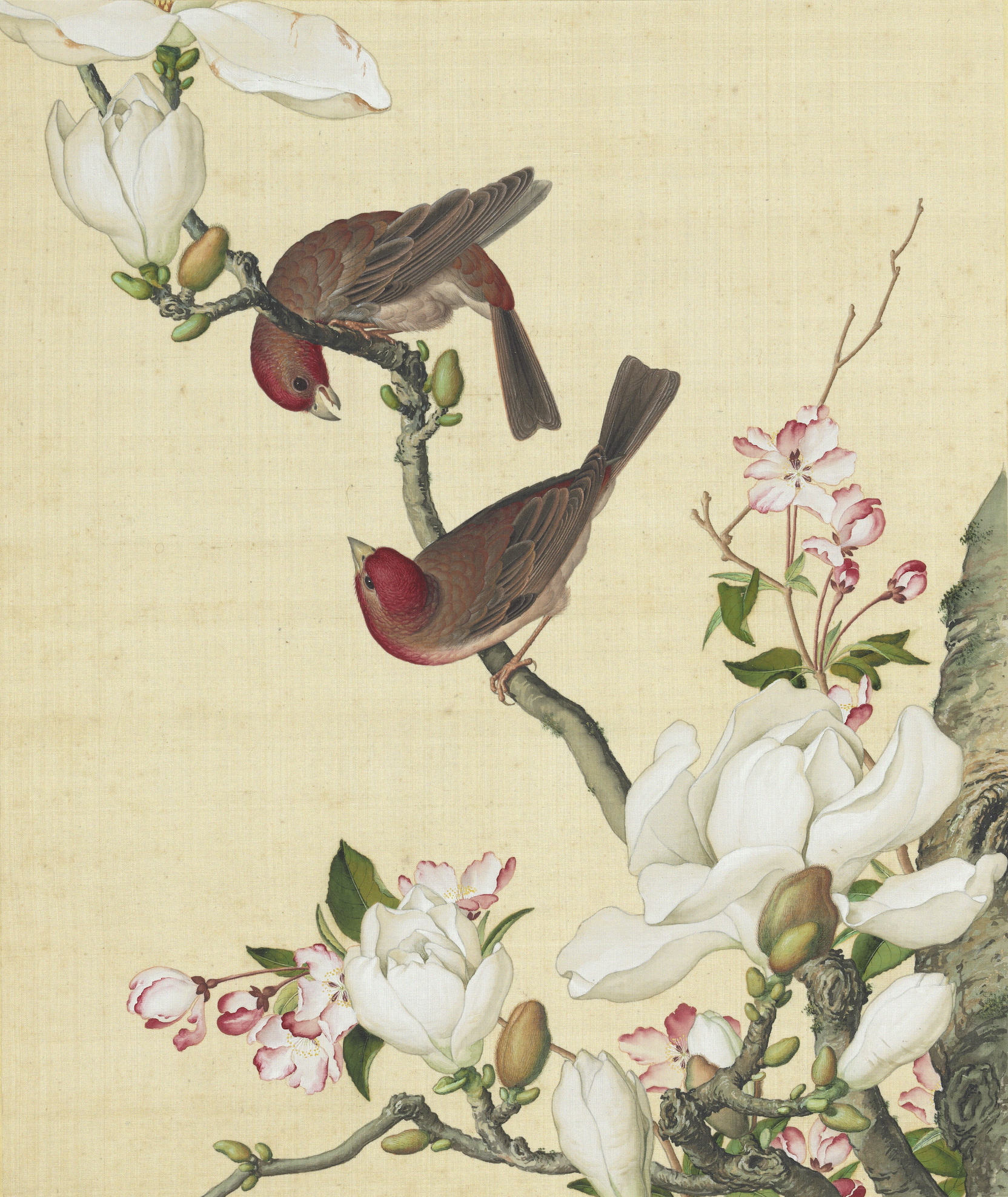
Šácholan obnažený na čínské kresbě

## Kříženci
Šácholan Soulangeův (Magnolia x soulangiana), který je nejčastěji vysazovanou magnólií, je kříženec šácholanu obnaženého s šácholanem liliokvětým (M. liliiflora). Byl vyšlechtěn v roce 1820 ve Francii.

## Význam
Šácholan obnažený je využíván jako okrasná dřevina a jako zdroj dřeva. V Česku je občas pěstován jako okrasná dřevina.
Je vysazen na Hlavním nádvoří v Průhonickém parku, v Dendrologické zahradě v Průhonicích a v kultivaru 'Yellow River' v Arboretu Žampach.